# Liste abgegangener Bauwerke in Linz
Die Liste abgegangener Bauwerke in Linz enthält diejenigen Gebäude, die entweder zerstört oder planmäßig abgebrochen wurden. Diese Bauwerke prägten einst das Linzer Stadtbild und einige stünden heute wohl unter Denkmalschutz.

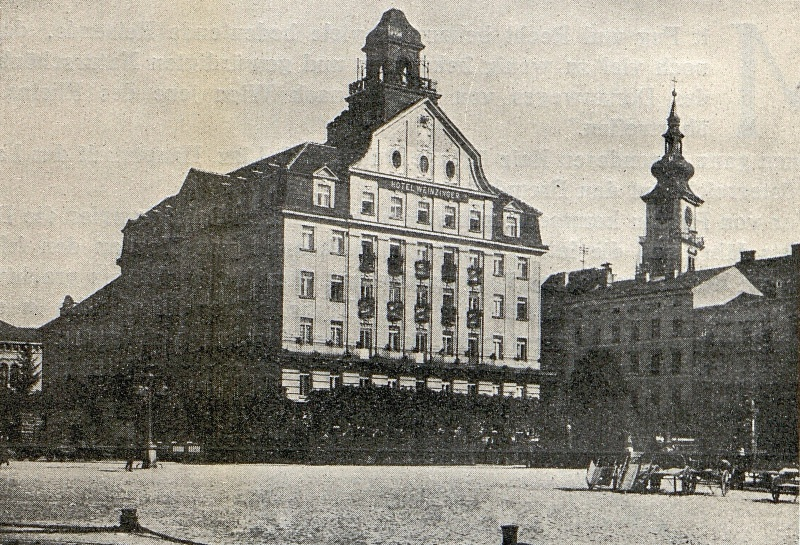
Hotel Weinzinger

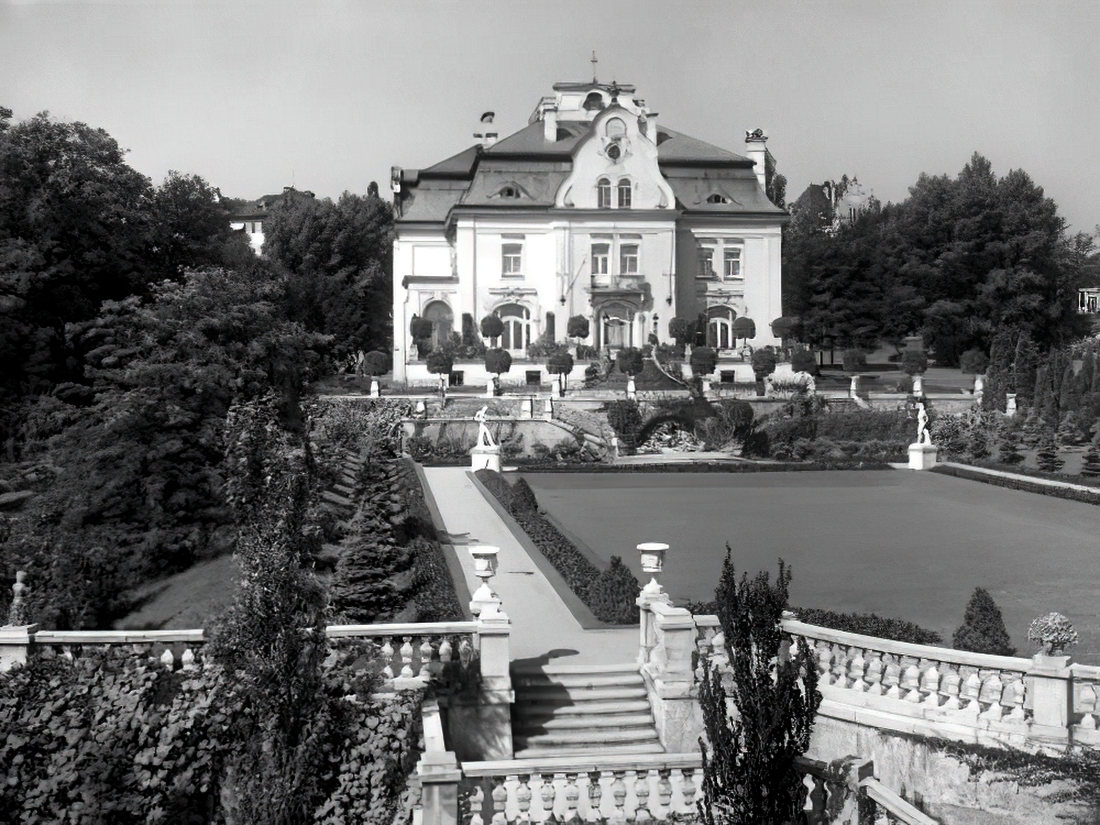
Hatschekvilla

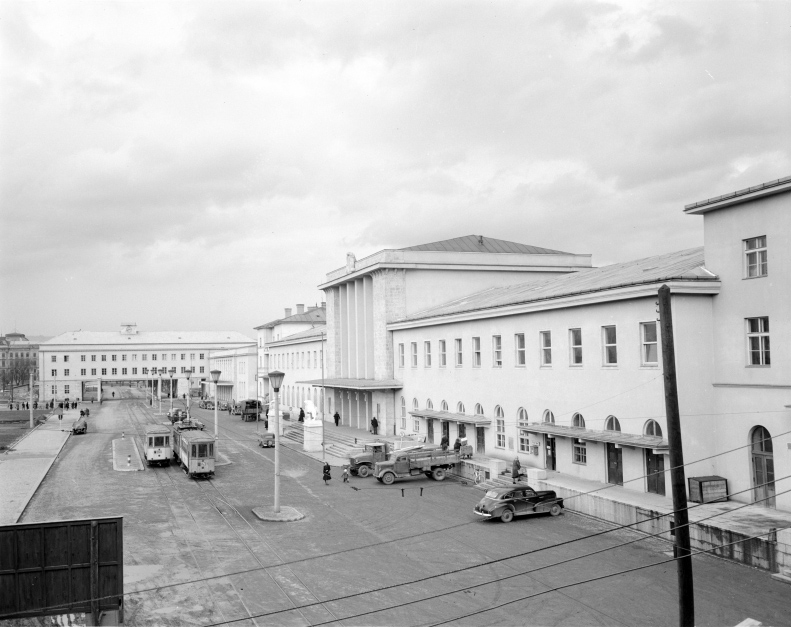
Der alte Hauptbahnhof

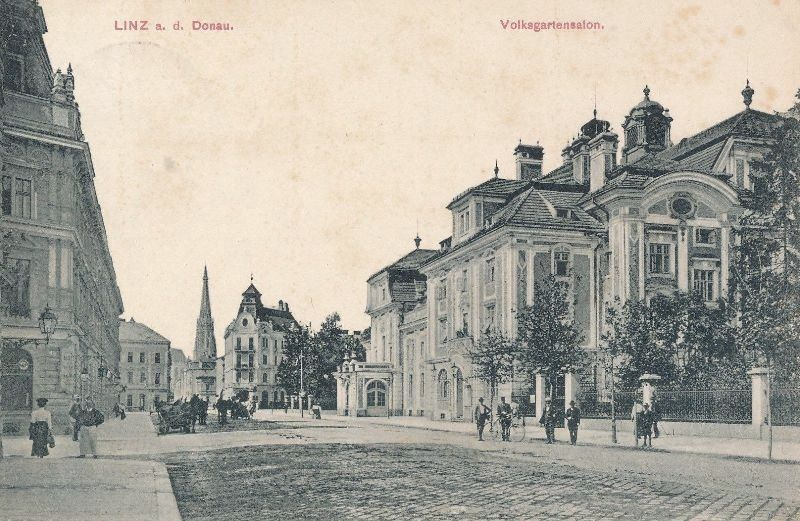
Volksgartensalon

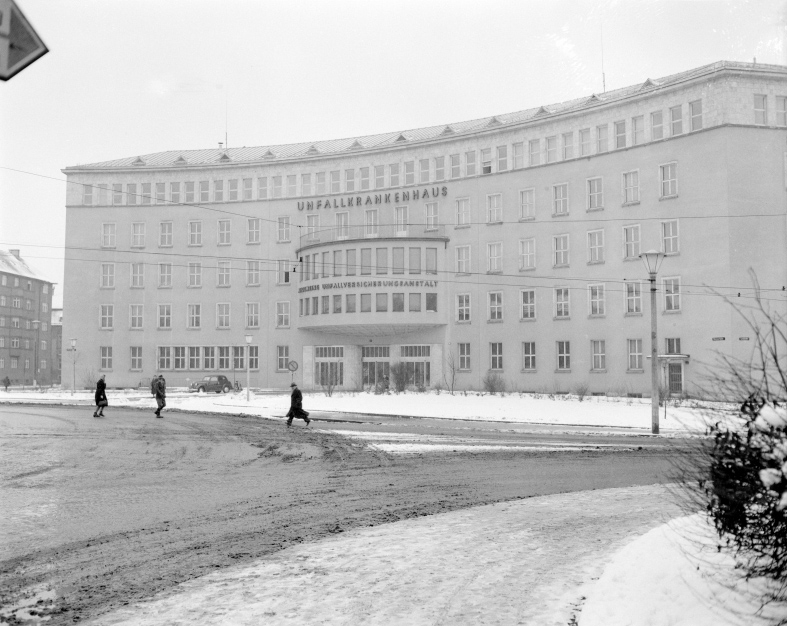
Das alte UKH an der Blumau

## Sakralbauten
- Alte Pfarrkirche St. Antonius, Einfaltstraße, von Curt Kühne 1932/35 erbaut, nur teilweise fertiggestellt, 1980 abgebrochen. Siehe auch Pfarrkirche St. Antonius (Linz).
- Alte Filialkirche Keferfeld, Landwiedstraße/Losensteinerstraße, 1930 von Hans Schachermayr erbaut, im Zweiten Weltkrieg zerstört. Siehe auch Pfarrkirche Keferfeld.
- Alte Pfarrkirche Kleinmünchen, Dauphinestraße, 1930 abgebrochen, heute befindet sich hier der Wohnblock Quirinus-Hof. Siehe auch Pfarrkirche Kleinmünchen.
- Alte Pfarrkirche St. Peter, im 12. Jahrhundert erbaut, 1938 mit dem ganzen Ort St. Peter/Zizlau abgebrochen, heute befindet sich hier die VÖEST. Siehe auch Pfarrkirche St. Peter (Linz).
- Nikolaikirche (Urfahr), unter Kaiser Joseph II. profaniert, mehrmals umgebaut, der Rest des Gebäudes wurde 1975 abgebrochen, heute befindet sich hier das Neue Rathaus.

## Profanbauten
- Alte Eisenbahnbrücke, 1900 errichtet, Denkmalschutz aufgehoben, 2016  abgerissen und 2021 durch Neubau ersetzt.
- Alte Landesfrauenklinik, Lederergasse gegenüber der Severinkirche, um 2008 abgebrochen.
- Alter Hauptbahnhof mit Hakenbau und Bahnbusabfahrtsstelle, 2002 abgebrochen und durch Neubau an selber Stelle ersetzt.
- Altes Unfallkrankenhaus Linz, Blumauerplatz, um 2008 abgebrochen, heute steht hier das Musiktheater.
- Edelsitz Lustenfelden (Kaplanhof), Kaplanhofstraße/Nietzschestraße, kriegszerstört, der Rest um 1950 abgebrochen, heute Pädagogische Hochschule des Bundes.
- Figulyschule, Figulystraße, um 1950 abgebrochen.
- Frachtenbahnhof, Lastenstraße/Edeltraud-Hofer-Straße, 2006 abgebrochen, heute Wohnsiedlung Grüne Mitte.
- Grand Hotel de l’Europe, Mozartstraße, erbaut 1927/28, später Polizeidirektion, 1982/83 abgebrochen, heute Modehaus C & A.
- Hatschekvilla des Industriellen Ludwig Hatschek am Bauernberg, Auf der Gugl, um 1970 abgebrochen, heute Landwirtschaftskammer.
- Heizhaus der Bundesbahn, Raimundstraße/Heizhausstraße, um 2005 abgebrochen, Fläche derzeit unbebaut (Gstettn).
- Hochöfen 1-4 der VÖEST, Abbruch zwischen 1947 und 2012 (Hochofen 1: Verkauf nach Schweden 1947; Hochofen 2: Sprengung 1987; Hochofen 3: Abriss zwischen den 1990er- und 2000er-Jahren, Hochofen 4: Abriss etwa 2012)
- Hotel Weinzinger, Untere Donaulände/Adalbert-Stifter-Platz, 1962 abgebrochen, heute befindet sich hier das Generali-Haus.
- LD-Stahlwerk 1 der VÖEST, erstes LD-Stahlwerk der Welt, Inbetriebnahme 1952, Stilllegung 1977, Abriss um 2000
- LD-Stahlwerk 2 der VÖEST, 1959 eröffnet, Stilllegung 1993, Abbau und Verkauf nach Asien in den 1990er Jahren.
- Linzer Aktienbrauerei und Malzfabrik Ludwig Hatschek, später Glashütte Worf & Co., Kapuzinerstraße, um 1975 abgebrochen, heute Diözesanhaus.
- Lokalbahnhof der Linzer Lokalbahn, Coulinstraße/Weingartshofstraße, um 2007 abgebrochen.
- Märzenkeller, Gaststätte mit großem Bierkeller, Bockgasse, Abriss Ende der 1980er Jahre.
- Milchhof Linz, Molkerei, Garnisonstraße/Semmelweisstraße, 1953 erbaut, 1997 wurde der Betrieb geschlossen und 2002/03 abgebrochen, heute ist hier die Fachhochschule Linz.
- Poschacher Brauerei, Poschacherstraße, 1987 abgebrochen, heute Bürogebäude der Brau Union.
- Remise Urfahr, Wagenhalle, Landgutstraße, um 1985 abgebrochen, heute Wohnsiedlung Remisenhof. Der Bürotrakt wurde erhalten.
- Schärdinger Milchhalle, Blumauerplatz (heute Am Volksgarten), um 1955 erbaut, um 2010 im Zuge des Baus des Musiktheater Linz abgebrochen.
- Schloss Hagen, 1963 abgebrochen, heute Bruckneruni.
- Silos und Lagerhäuser im Handelshafen, 2023/24 abgerissen
- Solo-Fabrik, Zündholzfabrik, Unionstraße etwa ggü. Hanuschstraße, 1979 gesprengt.
- Südbahnhofhalle, beim Südbahnhofmarkt, kriegsbeschädigt, um 1950 abgebrochen.
- Tonofenfabrik Karl Schadler, Lederergasse/Stefan-Fechter-Weg, um 1985 abgebrochen, heute Wohnsiedlung Schadlergründe. Der alte Torbogen an der Einfahrt wurde erhalten.
- Volksfesthalle am Hessenplatz, kriegsbeschädigt, um 1950 abgebrochen.
- Volksgartensalon, Volksgartenstraße, klassizistischer Bau, im Zweiten Weltkrieg beschädigt, in den 1950ern abgebrochen.
- Wasserkaserne, Untere Donaulände/Honauerstraße/Fabrikstraße, um 1960 abgebrochen, heute etwa Bruckner-Bürocenter.
- Werkshotel der VÖEST, Hausleitnerweg, erbaut um 1939, um 1990 abgebrochen.
- Wollzeugfabrik, Untere Donaulände, 1969 gesprengt.
- Ziegelei Fabigan & Feichtinger, Kudlichsraße/Robert-Stolz-Straße/Reisetbauerstraße, um 1968 abgebrannt, abgetragen, heute stehen hier Wohnblöcke.
- Ziegelei Oberösterreichische Baugesellschaft, Ziegeleistraße, kriegszerstört, heute steht hier das Linzer Stadion.